# Elaine Stewart
Elaine Stewart (nacida Elsy Steinberg; Montclair, Nueva Jersey, 31 de mayo de 1930-Beverly Hills, California, 27 de junio de 2011) fue una actriz, modelo y conductora de televisión estadounidense.

## Biografía
Hija de Ulrich Steinberg, agente de policía, y Hedwig Maria Steinberg, tuvo 4 hermanos. Su primer trabajo fue como acomodadora en un cine, a los 13 años de edad; luego, al finalizar sus estudios, como asistente médica; y en 1948, como modelo de la agencia Conover. En 1952, ganó el concurso fotográfico Miss See de la revista canadiense See  Magazine, y un contrato con la productora MGM en Hollywood. Su primer papel en el cine fue en la comedia Sailor Beware con Dean Martin y Jerry Lewis.
También trabajó para revistas como Playboy y Photoplay.
En total participó de 18 películas en la década de 1950. Al inicio de su carrera interpretó pequeños papeles en películas como Cantando bajo la lluvia, dirigida por Stanley Donen y Gene Kelly, y Cautivos del mal, dirigida por Vincente Minnelli y protagonizada por Kirk Douglas. Luego tuvo participaciones más relevantes en Brigadoon con Gene Kelly, Van Johnson y Cyd Charisse; Take the High Ground!, con Richard Widmark y Karl Malden, La última bala, con James Stewart; y The Adventures of Hajji Baba con John Derek.
A partir de la década de 1960 se dio a conocer en la televisión como coconductora de dos populares programas de juegos: Gambit con Wink Martindale, y la edición nocturna de High Rollers con Alex Trebek, ambos producidos por su segundo esposo.
En 1961, cerca del final de su carrera televisiva, se casó con el actor Bill Carter. Después de divorciarse de Carter, se casó con el productor televisivo Merrill Heatter, el 31 de diciembre de 1964. Tuvieron un hijo, Stewart, y una hija, Gabrielle.
Falleció el 27 de junio de 2011, en su hogar de Beverly Hills, tras sufrir una larga enfermedad.